# Phoceanidae
Phoceanidae zijn een familie van mosdiertjes uit de orde Cheilostomatida en de klasse van de Gymnolaemata.

## Geslachten
- Phoceana Jullien in Jullien & Calvet, 1903
- Sertulipora Harmelin & d'Hondt, 1992